# منگکوفن
منگکوفن (انگلیسی: Mengkofen) یکی از شهرهای آلمان است که در بایرن سفلی واقع شده است.